# Nicola Lanzillotti Buonsanti
Nicola Lanzillotti Buonsanti (Ferrandina, 16 ottobre 1846 – Bergamo, 28 aprile 1924) è stato un veterinario, filosofo e patriota italiano.

## Biografia
Esponente di spicco della storia della medicina veterinaria italiana ed europea è stato una delle figure più rappresentative della Scuola veterinaria milanese.
Diresse l'Enciclopedia medica italiana edita da Vallardi e La Clinica veterinaria (di cui fu anche fondatore).

## Opere
- Dizionario dei termini antichi e moderni delle scienze mediche e veterinarie
- Manuale delle malattie delle articolazioni
- Trattato di tecnica e terapeutica chirurgica generale e speciale
- La medicina Veterinaria all'Estero, organizzazione dell'insegnamento e del servizio sanitario